# Mariche
Mariche es  el nombre de una antigua tribu de Venezolana.
Se sabe que vivieron en lo que hoy es la zona de Filas de Mariche, cerca de Caracas,por eso lleva ese nombre Venezuela, donde vivió muy cerca de varias tribus Caribe.
Informes de algunos estudiosos afirman que los nativos mariche habitaron en un lugar llamado Guayana, en el Estado Bolívar, y en parte de la Gran Sabana; algunos grupos también se encontraban en la Sierra de Perijá, Estado Zulia, mucho antes del descubrimiento de América del Sur por los españoles.
Uno de sus jefes más célebres fue el Cacique Tamanaco, que los guiaba en la lucha contra los conquistadores españoles durante 1560 y 1570.

## Idioma
Los Mariche compartían un idioma en común con la mayoría de los caribes andinos-orientales (como por ejemplo los Guaiqueríes y Cumanagoto), el mayormente conocido como "Choto Maimur", Actualmente existen diversos proyectos para la recuperación y revitalización de dicho idioma. En la actualidad gracias a sus proyectos de revitalización se pide que sea llamado 'Itoto Majun'.